# Franta Belsky

Admiraal Cunningham (1967) in Londen

František (Franta) Belsky (Brno, 6 april 1921 – Oxfordshire, 5 juli 2000) was een Tsjechisch-Engelse beeldhouwer.

## Leven en werk
Belsky werd geboren als zoon van de econoom Joseph Belsky. Hij won op zestienjarige leeftijd een prijs tijdens een sculptuurexpositie voor studenten. Tegen de zin van zijn vader ging hij naar de kunstacademie, maar in 1939 vluchtte het Joodse gezin naar Engeland. Tussen 1940 en de invasie in Normandië in 1944 studeerde Belsky enkele jaren aan het Royal College of Art. Hij vocht mee aan de zijde van de geallieerden. Na de Tweede Wereldoorlog keerde hij terug naar Praag. In 1947 maakte hij daar een gedenkteken (het Paratroop Memorial) en een erepenning voor Emil Zátopek. Tijdens de Praagse Coup in 1948 vluchtte Belsky terug naar Engeland. Hij werd bekend als de portrettist van de Britse koninklijke familie. Nadat hij in 1962 een portret van Queen Elizabeth The Queen Mother had gemaakt volgden vele standbeelden en bustes, onder andere voor de National Portrait Gallery in Londen.
In 1999 werd hij door de Tsjechische president Václav Havel onderscheiden met de 'Orde van verdienste' van de Tsjechische Republiek.
Belsky woonde en werkte tot zijn dood in 2000 in Sutton Courtenay in het graafschap Oxfordshire, waar hij ligt begraven op de All Saints Churchyard. Hij was tot haar dood gehuwd met de Britse cartooniste Margaret Owen (1918-1989) en hertrouwde later met de Tsjechisch-Britse beeldhouwster Irena Sedlecká (1928).

## Werken in de openbare ruimte (selectie)
- The Shell Fountain (1957), hoofdkantoor Royal Dutch Shell South Bank Sculpture Stroll in Londen
- Triga (1958), Caltex House in Londen-Knightsbridge
- Joyride (1958), stadscentrum van Stevenage (Hertfordshire)
- The Lesson (1958), Turin Street in Bethnal Green
- Buste van Andrew Cunningham, 1st Viscount Cunningham of Hyndhope (1967), Trafalgar Square (onthuld op 2 april 1967 door prins Philip.[2])
- Standbeeld Winston Churchill (1968/69), Fulton in de staat Missouri
- Muurreliëf van Lewis Silkin (1974), Stevenage
- Buste van koningin Elizabeth II, National Portrait Gallery in Londen
- The Leap (1982), Canary Wharf in London-Docklands[3]
- Standbeeld van Lord Mountbatten of Burma (1982/83), Horse Guards Parade in Londen
- Buste van Harry S. Truman (2000)

## Afbeeldingen

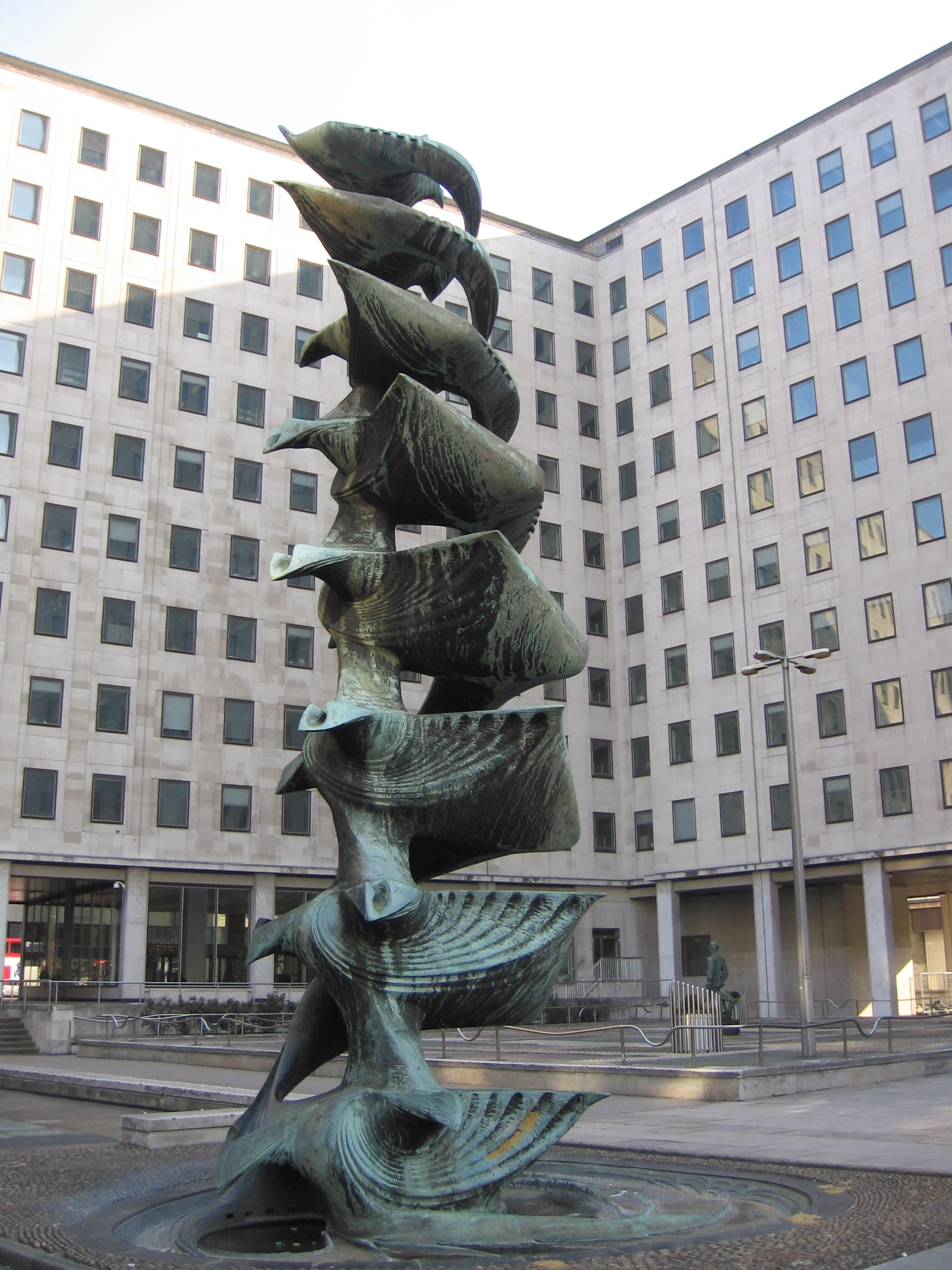
The Shell Fountain (1957)
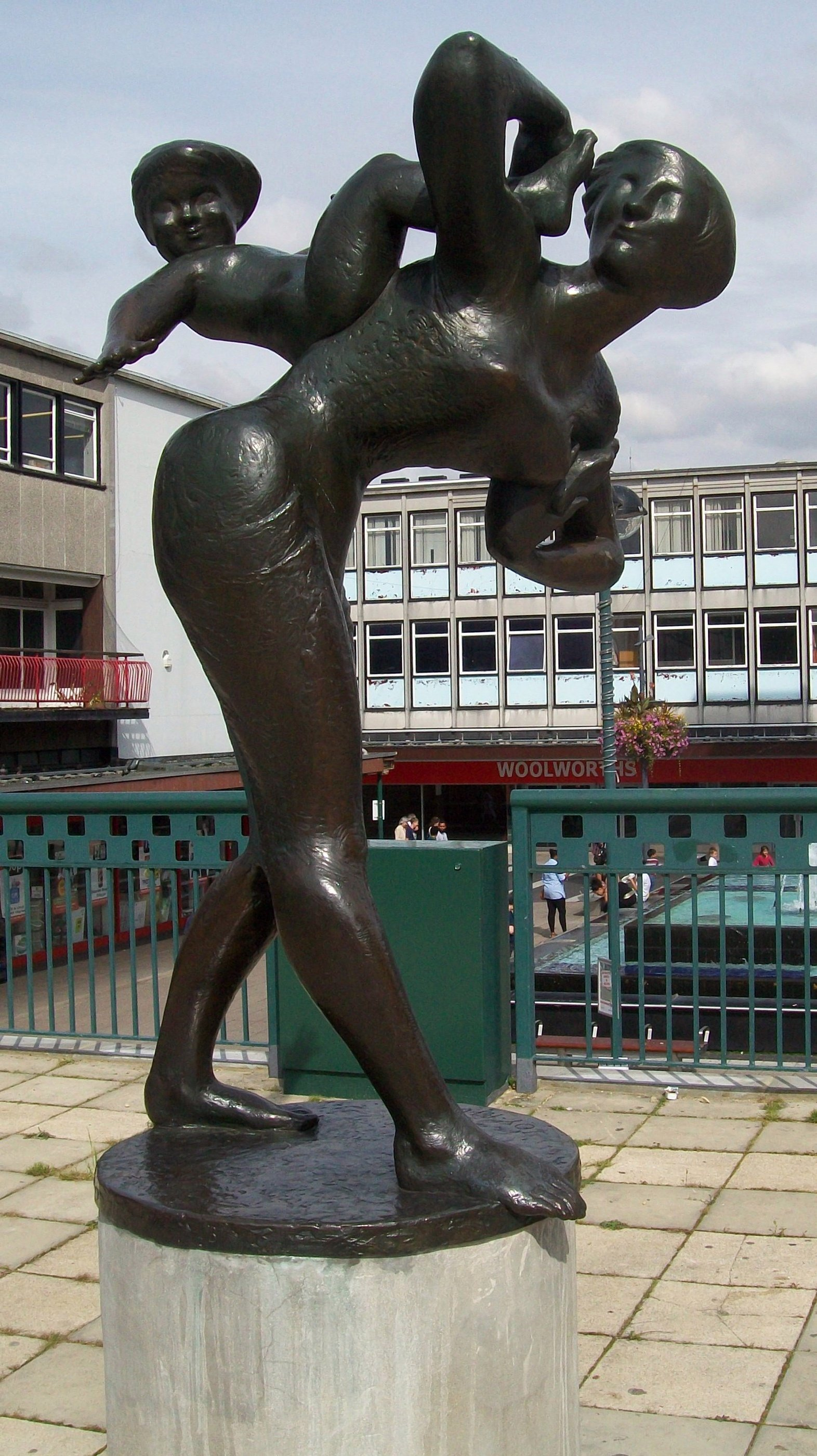
Joyride (1958)
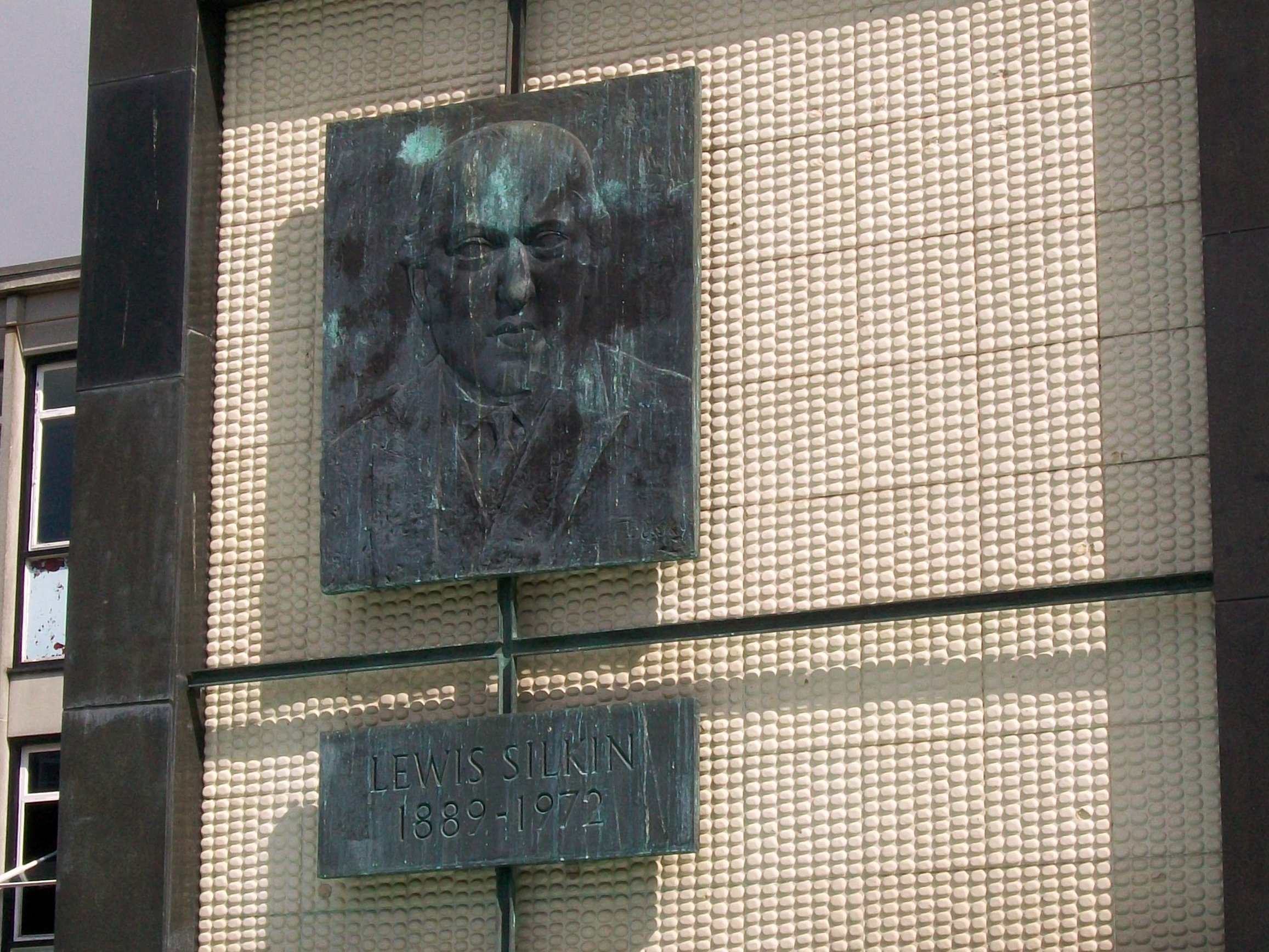
Lewis Silkin (1974)
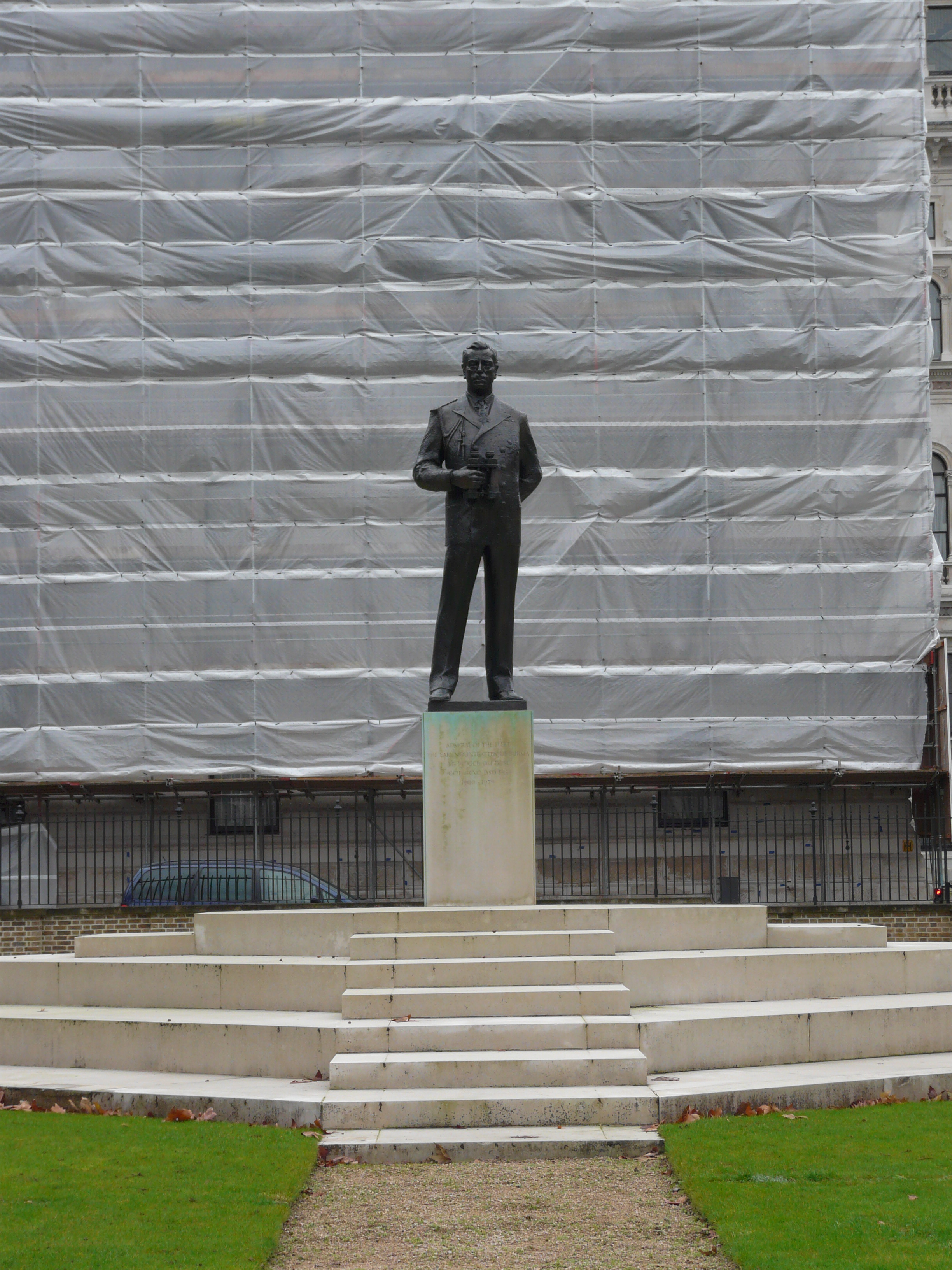
Mountbatten (1982/83)